# JetRadar
JetRadar è un motore di ricerca per voli che consente agli utenti di confrontare tariffe e offerte di numerose compagnie aeree, con particolare attenzione per il settore low cost.
JetRadar è un portale multilingue. Gli utenti possono eseguire le ricerche in inglese, tedesco, francese, spagnolo e italiano. La società è gestita da Go Travel UN Limited, e mette inoltre a disposizione motori di ricerca locali per il mercato russo, ad esempio Aviasales.ru, brand gemello della società. Il sito è disponibile anche in tailandese dal novembre 2013.

## Storia
JetRadar nasce nel 2007 come blog dedicato alle tariffe aeree, a opera di Konstantin Kalinov. L'attività ha poi subito un impulso l'anno successivo, grazie alla liberalizzazione della distribuzione di biglietti aerei in Russia e alla conseguente autorizzazione alla vendita di biglietti elettronici.
Nel maggio 2012, JetRadar ha distribuito una versione inglese contenente le funzioni web principali. Da allora, la versione inglese ha assunto una portata indipendente, con 535 compagnie aeree partner e la cooperazione di 35 agenzie di viaggio dislocate in tutto il mondo. Nel febbraio 2014, la società ha usufruito di un investimento di 10 milioni di dollari a opera di iTech Capital, quindi diventata socia di minoranza. La sede centrale di JetRadar è ubicata a Phuket, Thailandia. Altri uffici sono localizzati a Sydney, Hong Kong, Mosca e San Pietroburgo.

## Altri servizi
La valutazione ECO è uno dei filtri disponibili su JetRadar. Questo filtro usa l'approccio ICAO per l'identificazione dei voli caratterizzati dalle emissioni meno nocive. Le valutazioni ECO dei voli si basano su emissioni, previsioni di traffico e classe dell'aeromobile.

## Applicazione mobile
JetRadar è compatibile con iPhone, iPad e Android. La app mostra le tariffe disponibili comprensive delle tasse applicabili.